# 卡希
卡希（法語：Cachy，法語發音：[kaʃi]）是法国上法蘭西大區索姆省的一个市镇，属于亚眠区。

## 地理
卡希（49°51'8"N, 2°28'48"E）面积6.11 平方千米，位于法国上法蘭西大區索姆省，该省份为法国北部沿海省份，北起加来海峡省和北部省，西接滨海塞纳省和大西洋英吉利海峡，南至瓦兹省，东临埃纳省。
与卡希接壤的市镇（或旧市镇、城区）包括：吕斯河畔多马尔、欧比尼、布朗日-特龙维尔、让泰勒、昂加尔、维莱布勒托讷。

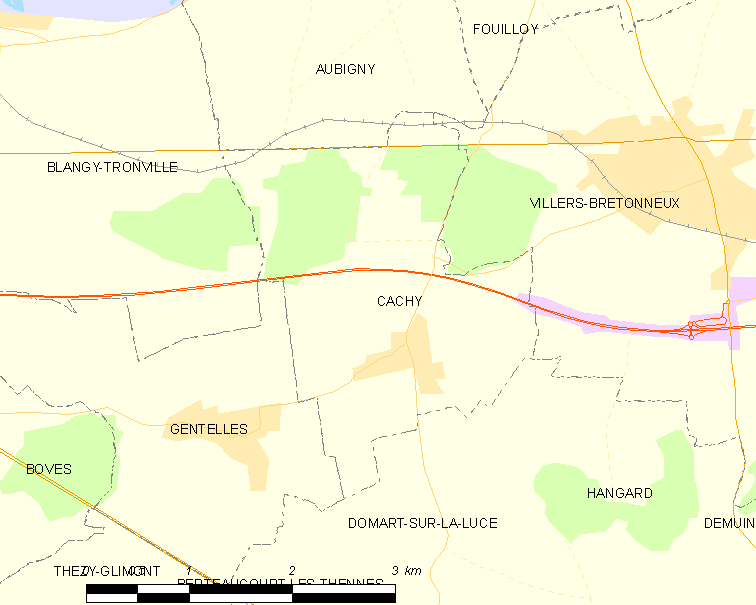
卡希的OSM定位图

卡希的时区为UTC+01:00、UTC+02:00（夏令时）。

## 行政
卡希的邮政编码为80800，INSEE市镇编码为80159。

## 政治
卡希所属的省级选区为亚眠第四县。

## 人口

1962-2008年间卡希人口变化图示

卡希于2022年1月1日时的人口数量为285人。